# Peter Perrett
Peter Perrett, eg. Peter Albert Neil Perrett, född 8 april 1952, är en engelsk sångare, gitarrist och låtskrivare som leder 70-talsbandet The Only Ones. Perrett bodde länge i sydöstra London, där han bildade The Only Ones 1975-76 efter att ha spelat i England's Glory. The Only Ones splittrades 1981, varpå Perrett fick drogproblem. Han gjorde comeback i början av 1990-talet med bandet The One, men drog sig sedan åter tillbaka fram till återföreningen av The Only Ones 2007.

## Diskografi

### Solo
Studioalbum
- How the West Was Won (2017)
- Humanworld (2019)
- The Cleansing (2024)

Promosinglar
- "Fools" (1980)
- "An Epic Story (2017)
- "Troika" (2017)

### Med The Only Ones
Studioalbum
- The Only Ones (1978)
- Even Serpents Shine (1979)
- Baby's Got a Gun (1980)

### Med The One
EP
- Woke Up Sticky (1996)

Livealbum
- Peter Perrett Live With The One (1998)